# ハインリヒ・フライヤー

Heinrich Freyer
(画）Matevž Langus、1837

ハインリヒ・フライヤー（Heinrich Freyer、1802年7月7日 - 1866年8月21日）はオーストリアの博物学者である。リュブリャナのケルンテン州立博物館の学芸員などを務めた。

## 略歴
現在はスロベニアのイドリヤに生まれた。リュブリャナとウィーンで薬学を学び、1829年から1932年まで薬剤師として働いた後、1832年に新設まもないリュブリャナのケルンテン州立博物館の学芸員になった。1853年からトリエステの動植物学博物館の保存管理者を務めた。しばしばウィーンに戻り、学芸員としての技量をみがいた。
クラーゲンフルトのケルンテン博物館（Landesmuseum Kärnten）の創設を指揮し、登山家として有名なフリードリヒ・ジモニー（Friedrich Simony）が学芸員となった。ウィーン科学アカデミー（Österreichische Akademie der Wissenschaften）の会員であった。

## 著作
- Foraminiferen Funde in Krain und Kroatien. In: Ber. üb. Mitt. von Freunden d. Naturwiss. in Wien, Wien 1846 u. 1849, S. 109/157 u. S. 9
- Fossilien von Polsica in Oberkrain. In: Ber. üb. Mitt. von Freunden d. Naturwiss. in Wien, Wien 1849, S. 202
- Correspondenz. In: Österreichische Botanische Zeitschrift 1853, S. 156-158
- Über neu entdeckte Conchylien aus den Geschlechtern Carychium und Pterocera. In: Sitzungsberichte der Akademie der Wissenschaften mathematisch-naturwissenschaftliche Klasse 15, 1855, S. 18-23 online (PDF; 575 kB)